# أبرشية

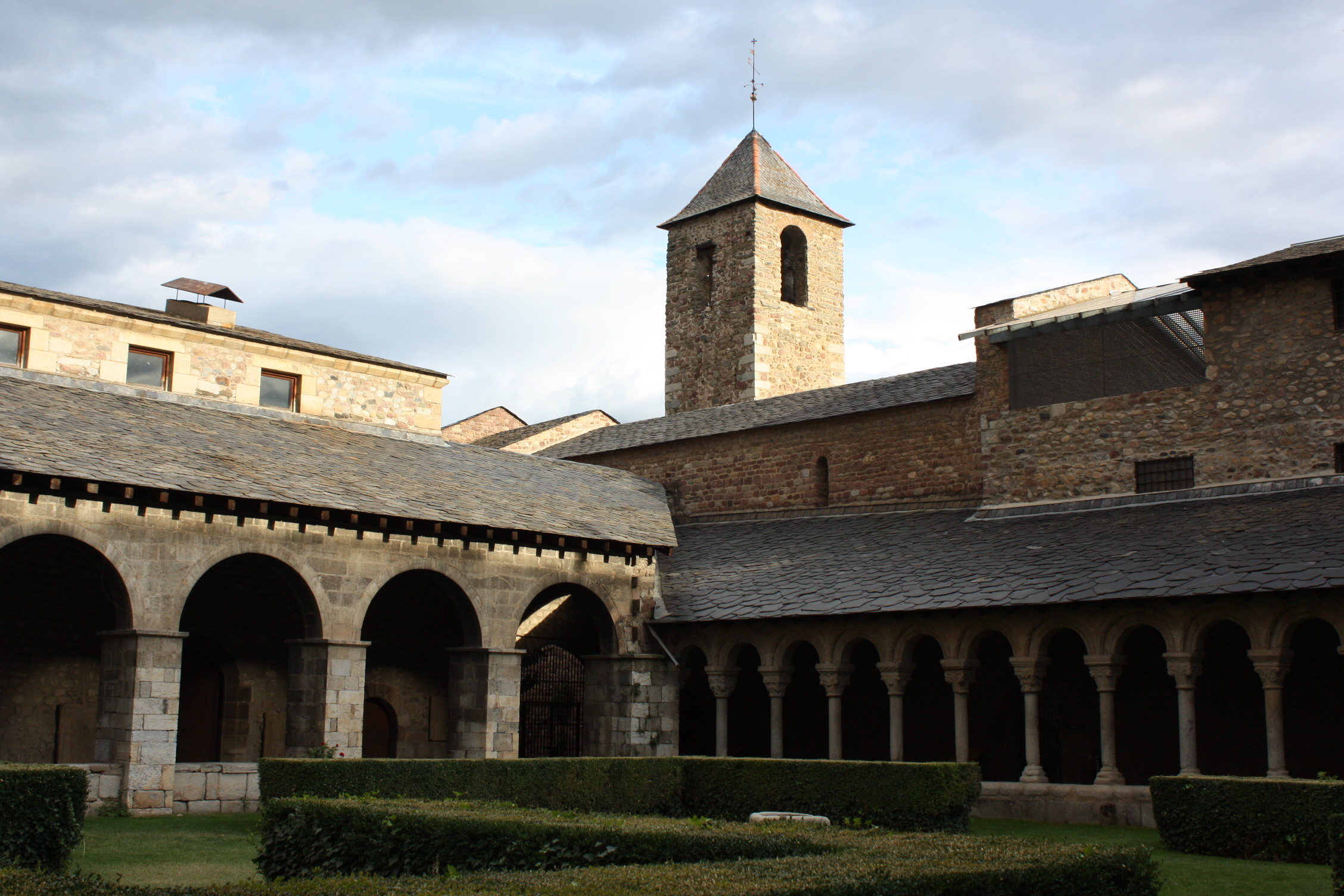
كتدرائية أورغل في إسبانيا.

تُعد الأبرشية أو الأسقفية في بعض أشكال المسيحية أصغر وحدة في النظام الكنسي. وهي جزء من أجزاء المركز. يرأس الأُسقف الكنيسة الخاصة بالأبرشية.

## في المسيحية الغربية
في الكنيسة الأنجليكانية تعد الأَبرشية جزء من الأسقفية. وفي بريطانيا نحو 13,870 أبرشية دينية على سبيل المثال. تأسست دوائر الحكومة المحلية بموجب قانون صادر من البرلمان عام 1894م، وهي تطابق بوجه عام حدود الأبرشية الدينية.

## في المسيحية الشرقية
الأبرشية (بالإنجليزية: Eparchy)‏ في المسيحية الشرقية هي وحدة قطاعية كنسية مسؤول عنها المطران أو الأسقف. وهي وحدة رئيسية من الحكم الكنسي.
الأبرشانة (congregationalism)
نوع من تنظيم كنسي تتمتع فيه كل أبريشة باستقلال ذاتي، وقد تبنى البروتستانت هذا الشكل الإداري للكنيسة، ويطلق عليهم اسم «الطائفيون» حيث جعلوا كل جماعة مصلين يديرون شؤونهم بأنفسهم. وأول طائفة منهم بروانستس، نسبة إلى روبرت براون الذي عرَف مبدأ جماعة المصلين (الطائفة) عام 1580م.
وفي القرن السابع عشر، عرفوا باسم «المستقلون» مثل القائد البروتستانتي (التطهيري) كروم ويل والعديد من أتباعه، وفي عام 1662م طرد مئات القساوسة من كنائسهم، وأسسوا طوائف وجماعات منفصلة، واتحدت الكنيسة الطائفية (congregational church) في إنجلترا، وويلز، وكنيسة الشيوخ (Presbyterian church) في إنجلترا عام 1972م، وهذه الكنيسة الإصلاحية المتحدة عام 1972م، لتشكلا الكنيسة الإصلاحية المتحدة (united reformed church). وهذه الكنيسة مثل الكنيسة الإصلاحية المتحدة في اسكتلندا -لا سلطة لها على الكنائس المماثلة في كندا مثل كنيسة كندا المتحدة، عام 1952م وفي الولايات المتحدة الأمريكية، كنيسة المسيح المتحدة، عام1957م. استأنف العمل بالتدريس بعد سنة، ثم دعي للمثول أمام القضاء بسبب بدعه. وأصبح راهباً في نوجنت، ثم رئيس دير للرهبان في بريطانيا (Bretagne).